# Flygfraktsedel
Flygfraktsedel (AWB från engelska Air Waybill) är en fraktsedel som används vid flygtransport. Det är förteckning över gods som transporteras på flygplan.

## Siffror på en flygfraktsedel
En flygfraktsedel har normalt ett 11-siffrigt nummer i tre delar:
- De tre första siffrorna är ett flygbolagsprefix från IATA.
- De följande sju siffrorna är ett serienummer.
- Den sista siffran är en kontrollsiffra.